# Thomas Godoj
Thomas Godoj, właśc. Tomasz Jacek Godoj (ur. 6 marca 1978 w Rybniku) – polsko-niemiecki wokalista rockowy. 
Syn Danuty i Eugeniusza. Mając osiem lat, wyjechał z rodzicami i starszą siostrą Hanną do Niemiec. Od 1986 mieszka w Recklinghausen. Z zawodu jest kreślarzem technicznym.
W 2003 zaczął aktywność muzyczną. Był wokalistą zespołów Cure of Souls, Fluxkompensator, Tonk! i WINK. W 2008 zwyciężył w finale programu RTL Deutschland sucht den Superstar, dzięki czemu wygrał możliwość podpisania kontraktu płytowego z Sony BGM.
Ze związku z Jennifer ma córkę, Lynn Jennifer Godoj (ur. 2009).

## Dyskografia

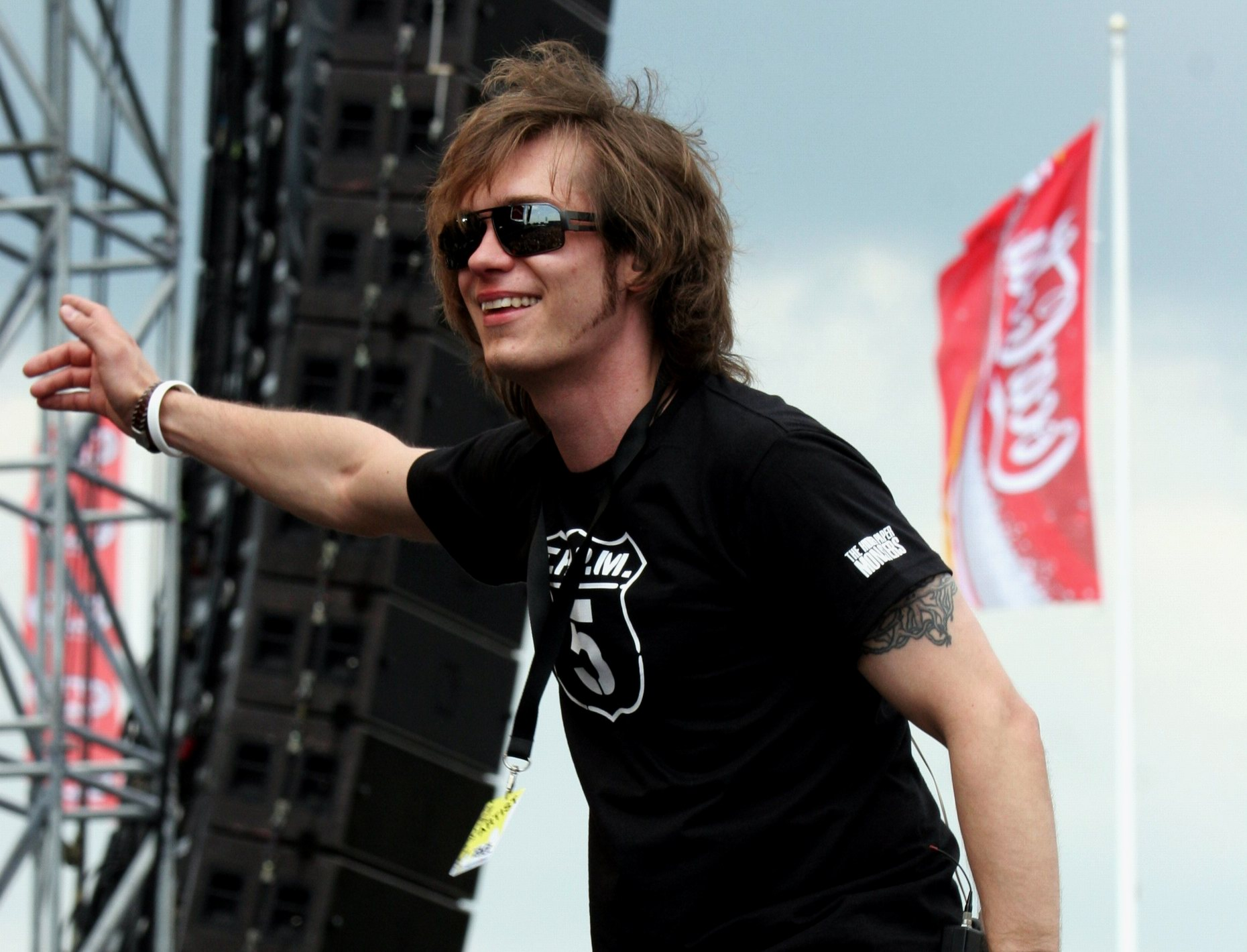
Thomas Godoj, Oschersleben

Albumy studyjne
- Plan A! (2008)
- Richtung G (2009)
- So gewollt (2011)
- Männer sind so (2013)
- V (2014)
- Mundwerk (2016)
- 13 Pfeile (2018)
- Stoff (2020)
- Album des Jahres (2023)

## Nagrody
- 2008
  - Nick Kids’ Choice Awards: Lieblingssänger
  - Journalia 2008: nagroda polskiego magazynu „Samo Życie”
  - Jetix Awards: Newcomer of the Year
- 2009
  - Echo: Bester Newcomer National